# Peter Brüning
 Peter Brüning  (* 21. November 1929 in Düsseldorf; † 25. Dezember 1970 in Ratingen) war ein international anerkannter deutscher Maler und Bildhauer der Moderne. Seine Arbeiten der 1950er Jahre sind dem Informel zuzuordnen.

## Leben
Peter Brüning begann, von seinen Eltern gefördert, bereits als Jugendlicher künstlerisch zu arbeiten. 1950 nahm er ein Studium an der Akademie der Bildenden Künste in Stuttgart bei Willi Baumeister auf. Er zählte Willi Baumeister und Fernand Léger zu seinen künstlerischen Vorbildern und setzte sich in seinen frühen Arbeiten mit dem Expressionismus und dem Kubismus auseinander, bevor er zu seinem eigenen Stil fand. Zeichnungen bestimmten sein künstlerisches Frühwerk.
1951 reiste er mit der Klasse Baumeister zum ersten Mal nach Paris. 1952 bis 1954 hielt sich Brüning als Stipendiat der UNESCO in Soisy-sur-Seine, 30 km südwestlich von Paris, in Frankreich auf. Während dieser Zeit bereiste er ganz Frankreich und Spanien, insbesondere sah er sich im nahen Paris um.
Seit 1953 war er Mitglied der 1955 in „Gruppe 53“ umbenannten „Künstlergruppe Niederrhein“, zusammen mit Gerhard Hoehme, Herbert Kaufmann, Albert Fürst, Fritz Bierhoff und Rolf Sackenheim. Weitere Mitglieder seit 1955 waren Karl Fred Dahmen, Winfred Gaul, Horst Egon Kalinowski, Konrad Klapheck, Heinz Mack, Otto Piene, Friederich Werthmann und Gerhard Wind. Italienische, vor allem aber französische Künstler nahmen neben Bernard Schultze und Emil Schumacher als Gäste an den Ausstellungen der Gruppe teil.
Peter Brüning wurde zu einem der wichtigsten Vertreter des deutschen Informel in den 1950er und 1960er Jahren. Er pflegte seit 1954 eine Freundschaft mit dem französischen Kunstkritiker Pierre Restany. Sein Haus an einem idyllischen See in Ratingen, an der Grenze zu Düsseldorf gelegen, wurde Treffpunkt und Anlaufstation für viele Künstler, Sammler und andere am »Kunstbetrieb« beteiligten Protagonisten. 1955 wurde ihm der Förderpreis des Cornelius-Preises der Stadt Düsseldorf verliehen.
Brüning erfand 1964 einen neuen Typus der Landschaftsmalerei, „Legenden“ und „Verkehrslandschaften“. Er begann mit schematisierten Symbolen und Piktogrammen zu malen, die er der Symbolsprache der Kartografie, später der Verkehrszeichen („Unmleitungsschilder“) entnahm. Diese neue Bildsprache nennt man auch: „Semantische Kunst“.

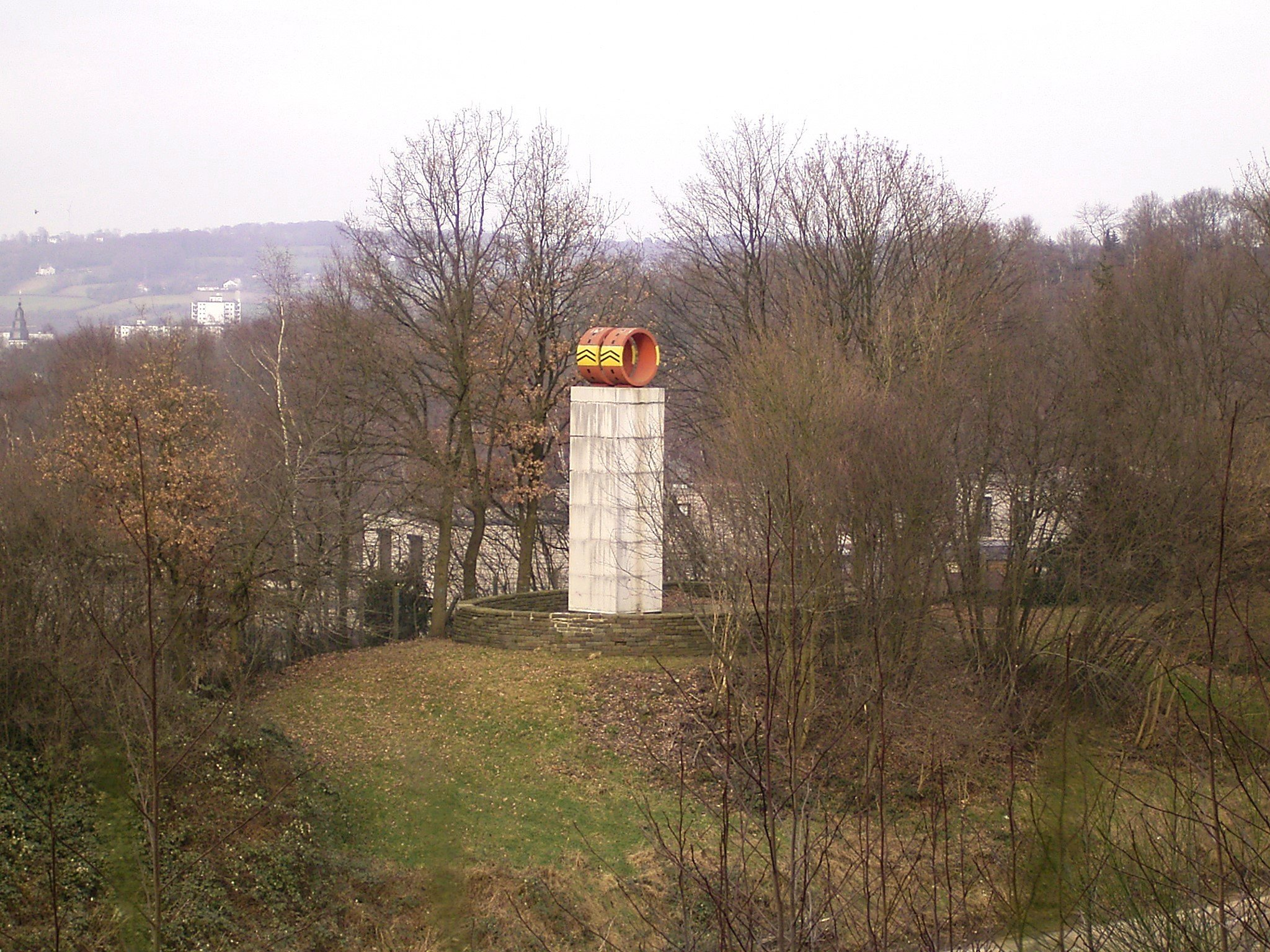
Das Autobahn-Denkmal

Von 1966 an entdeckte Peter Brüning die Bildhauerei für sich und begann, plastische Objekte zu gestalten. Auch räumliche Arrangements, wie zum Beispiel das im Jahr 1968 entstandene Autobahn-Denkmal auf dem Parkplatz Ehrenberg (zwischen den Autobahnanschlüssen Wuppertal-Süd und Wuppertal-Ost), gehören zu seinem Repertoire.
Brüning zählt zu den bekanntesten und erfolgreichsten Künstlern Deutschlands mit zahlreichen Ausstellungen und Auszeichnungen im In- und Ausland. Er war zum Beispiel Teilnehmer an der documenta II, III und 4 von 1959 bis 1968 in Kassel, im Jahr 1961 erhielt er den Villa-Romana-Preis.
Im Jahr 1969 erhielt Brüning die Berufung für eine Professur für Freie Malerei an der staatlichen Kunstakademie Düsseldorf. Er starb am 25. Dezember 1970 im Alter von 41 Jahren in Ratingen.

## Ausstellungen (Auswahl)
- 1953 Junge deutsche Maler, Schloss Morsbroich, Leverkusen / Westdeutscher Künstlerbund, Hagen / Düsseldorfer Künstler der Gegenwart, Kunstmuseum Düsseldorf
- 1956 Düsseldorfer Kaufleute sammeln moderne Kunst Kunstverein für die Rheinlande und Westfalen, Düsseldorf / Gruppe 53, Kunsthalle Düsseldorf / Interferenzen Galerie Paul Facchetti Paris / Cinq abstraits rhénans, Galerie Grange Lyon / Deutscher Künstlerbund, Düsseldorf / Frankfurter Frühjahrssalon Zimmergalerie Frankfurt / «Poème objet» Galerie Parnass, Wuppertal / Kunstverein für die Rheinlande und Westfalen, Düsseldorf
- 1957 Peter Brüning – ciclo di giovani pittori e scultori tedeschi d’oggi, Galleria Apollinaire, Mailand / Pentagone, Galerie Arnaud Paris / «Espoace Imaginaire» und «Ouverture sur le future» Galerie Kamer Paris / Salon Comparaison Paris / 12. Salon des réalités nouvelles, Paris / X. Premio Lissone Lissone, Italien / Internationaler Bericht, Kunsthalle Düsseldorf / Gruppe 53 Krabbedans Eindhoven, Niederlande
- 1958 Peter Brüning, Galerie Parnass, (Rolf Jährling), Wuppertal / Peter Brüning, Galerie 22, Düsseldorf / Das rote Bild, Siebente Abendausstellung Düsseldorf / Option 58, Galerie Grange Lyon / Gruppe 53, Kunsthalle Düsseldorf und Suermondt-Museum, Aachen / Pittori Tedeschi e Italiani Contemporanei, Galleria nationale d'arte, Rom und Museum Schloss Morsbroich, Leverkusen
- 1959: documenta 2, Kassel / “Present day german painting” I.C.A. London / "XI. Premio Lissone" Lissone / "euro-kunst-II" Kopenhagen / "Première Biennale de Paris" Paris / „Die neue Generation“ Kunstverein Hannover / "Selezione dell' XI. Premio Lissone" Galleria L’Attico Rom und Galleria la Bussola Turin
- 1962: „Peter Brüning“ Kunsthalle Mannheim, Karl Ernst Osthaus-Museum, Hagen
- 1963: Kunstpavillon, Soest
- 1964: documenta 3, Kassel
- 1966: „Peter Brüning, Bilder und Graphik“, Museum Abteiberg, Mönchengladbach
- 1968: 4. documenta, Kassel
- 1970: „Superländer und Signale“, Kunstverein für die Rheinlande und Westfalen Düsseldorf
- 1971: „Superländer und Signale. Werke von 1964–1970“, Kunsthalle Mannheim / „Peter Brüning. Zeichnungen und Entwürfe“, Galerie Buchholz München / „Omaggio a Brüning“, Galleria D’Arte Bologna
- 1972: „Peter Brüning. Bilder, Objekte, Zeichnungen“, Kunstmuseum Bonn Bonn
- 1974: Galerie Rothe Heidelberg
- 1975: „Peter Brüning. Bilder, Objekte, Zeichnungen, Graphik“, Galerie Veith Turske Köln / Galerie Müller/Wintersberger Köln
- 1978: „Peter Brüning“, Galerie Elke und Werner Zimmer Düsseldorf
- 1984: „Peter Brüning. Vom Informel zu den kartographischen Bildern und Zeichnungen“, Galerie Elke und Werner Zimmer Düsseldorf
- 1988: „Peter Brüning. Retrospektive seines Werkes“, Moderne Galerie des Saarlandmuseums in der Stiftung Saarländischer Kulturbesitz Saarbrücken und Museum am Ostwall Dortmund / „Peter Brüning. Objekte“, Marl Skulpturenmuseum Glaskasten / „Peter Brüning“ Galerie Elke und Werner Zimmer Düsseldorf / „Peter Brüning. Ölbilder und Zeichnungen“, Galerie Heimeshoff Essen
- 1989: „Peter Brüning. Bilder und Zeichnungen“, Galerie Nothelfer Berlin
- 1990: „Hommage à Peter Brüning zum 20. Todestag“, Galerie Niepel Düsseldorf
- 1994: „Peter Brüning. Bilder und Papierarbeiten“, Galerie pro arte Freiburg im Breisgau
- 1997: „Peter Brüning. Arbeiten auf Papier“, Sprengel Museum Hannover Hannover, Staatliche Kunstsammlungen Dresden – Kupferstich-Kabinett, Dresdner Schloß, Georgenbau Dresden und Museum der Stadt Ratingen – eine Ausstellung der Freunde und Förderer Ratingen
- 1999: Galerie Henze & Ketterer, Wichtrach/Bern / „Lust auf Rot“ Galerie Schlichtenmaier Grafenau
- 2000: Galerie Orangerie – Reinz, Köln: „Peter Brüning – Bilder und Arbeiten auf Papier“
- 2001: Künstler der Galerie seit 1971 Galerie Gertrud Dorn, Stuttgart
- 2003: „Auf dem Weg zur Avantgarde, Künstler der Gruppe 53“ eine Ausstellung der Freunde und Förderer im Museum der Stadt Ratingen / Informel Galerie Peter Zimmermann, Mannheim
- 2004: SOMMERLUST – KUNST-STÜCKE Galerie Rothe, Frankfurt am Main
- 2005: glocal/01 Artforum Palma / Andys deutsche Kollegen Krypta 182, Bergisch Gladbach / Schrift. Zeichen. Geste, Kunstsammlungen Chemnitz / Ein Arkadien der Moderne: Villa Romana, Neues Museum Weimar / Informelle Tendenzen Galerie Maulberger, München
- 2006: VIP III. Arena der Abstraktion, Museum Morsbroich, Leverkusen / Am Strom – Bilder vom Rhein, Galerie Heinz Holtmann, Köln / Impulse – Informel und Zero in der Sammlung Ingrid und Willi Kemp – eine Ausstellung der Freunde und Förderer im Museum Ratingen / Full House, Kunsthalle Mannheim / Zeichnungen u Graphik des 20. Jahrhunderts, Galerie Maulberger, München
- 2006/2007: Informel – eine Weltsprache, Galerie Schlichtenmaier, Grafenau
- 2007: paint it blue, Weserburg Museum für moderne Kunst, Bremen
- 2007: Brüning – Retrospektive, Museum Küppersmühle für Moderne Kunst (MKM), Stiftung für Kunst und Kultur e. V., Duisburg (die bislang wohl umfangreichste Einzelschau Brünings)
- 2008: „Pop und die Folgen – Werke der Pop-Sammlung Beck aus dem Wilhelm-Hack-Museum Ludwigshafen“, eine Ausstellung der Freunde und Förderer im Museum der Stadt Ratingen
- 2009: „Peter Brüning zum 80. Geburtstag“, Galerie Schlichtenmaier, Stuttgart
- 2010: „Le grand Geste! 1946-1964. Informel und Abstrakter Expressionismus“, Museum Kunstpalast, Düsseldorf
- 2015: „Peter Brüning. Gemälde und Arbeiten auf Papier“, Galerie Hans Strelow, Düsseldorf
- 2017: „Peter Brüning. Das Potential des Informel“, Emil Schumacher Museum, Hagen
- 2019: "Peter Brüning", Galerie Haas, Zürich/Schweiz sowie Galerie Michael Haas und Kunst Lager Haas, Berlin

## Werke in Museen
- Sammlung Ludwig, Ludwig Forum für Internationale Kunst, Aachen
- Suermondt-Ludwig-Museum, Aachen
- Staatliche Museen zu Berlin, Neue Nationalgalerie
- Kunstmuseum Bonn
- Rheinisches Landesmuseum Bonn
- Kunsthalle Bremen
- Neues Museum Weserburg Bremen – Museum für moderne Kunst, Bremen
- Museum Kunstpalast, Düsseldorf
- Museum Küppersmühle für Moderne Kunst (MKM), Duisburg, Sammlung Ströher
- Kunstpalais Erlangen
- Karl Ernst Osthaus-Museum, Hagen
- Staatliche Kunsthalle Karlsruhe
- Museumslandschaft Hessen Kassel, Neue Galerie
- Kunsthalle zu Kiel
- Tate Modern, London
- Tate Britain, London
- Bayerische Staatsgemäldesammlung, München
- Kunsthalle Mannheim
- Museum Abteiberg, Mönchengladbach
- Villa Domnick, Nürtingen
- Museum Ratingen
- Sammlung der Kunststiftung Erich Hauser
- Stiftung Saarländischer Kulturbesitz, Saarlandmuseum Saarbrücken
- Staatsgalerie Stuttgart
- Städtische Galerie Wolfsburg